# 杉山栄太郎
杉山 栄太郎（すぎやま えいたろう、1923年2月18日 - 2023年4月25日）は、日本の地方公務員。石川県副知事を務めた。

## 来歴
石川県金沢市出身。旧松任農学校（現・石川県立翠星高等学校）卒業後、従軍を経て1947年に石川県庁に入庁。
秘書課長、総務部長などを経て1979年12月より県副知事を務める。
1991年、副知事を退職し石川県知事選挙に立候補したが、現職の中西陽一に約1万1000票及ばず落選した。
1997年、勲二等瑞宝章を受章。
2019年時点では世界連邦運動協会石川県連合会の名誉会長を務めていた。
2023年4月25日、誤嚥性肺炎のため死去。100歳没。

## 著書
- 『県政四十年』北國新聞社、1996年